# Крістоф Гудерман
Крістоф Гудерман (нім. Christoph Gudermann, 25 березня 1798, Віненбург — 25 вересня 1852, Мюнстер) — німецький математик, відомий за винайдення функції Гудермана та відкриття поняття рівномірної збіжності, а також тим, що він був вчителем іншого відомого німецького математика Карла Веєрштрасса, на роботу якого значно вплинув курс про еліптичні функції, який викладав Гудерман у 1839—1840 роках.

## Біографія
Крістоф Гудерман народився 25 березня 1798 року у містечку Віненбург у Священній Римській імперії (нині частина міста Гослар у Нижній Саксонії). Його батько був шкільним вчителем, тому Крістоф після навчання у Геттінгенському університеті, де його науковим керівником був відомий математик Карл Фрідріх Гаусс, і сам став вчителем. Він почав свою кар'єру вчителя у місті Клеве в 1823 році, але потім, у 1832 році, перевівся до міста Мюнстер, де працював у Мюнстерська академія.
Гудерман описав принцип рівномірної збіжності в науковій роботі 1838 року про еліптичні функції, але лише неофіційно був у ній автором, не формалізувавши її і не використовуючи у своїх доказах. Натомість його учень Карл Веєрштрасс глибше дослідив і знайшов застосування рівномірні збіжності.
Його дослідження сферичної геометрії та спеціальних функцій брали до уваги лише окремі випадки, тому його робота не отримувала такого визнання, як робота тих, хто публікував більш загальні праці. На його честь названа функції Гудермана, яка пов'язує між собою тригонометричні функції та гіперболічні функції без застосування комплексних чисел.